# Háttlausa
Háttlausa är i norröna poesin en versart, som till sin byggnad i övrigt överensstämmer med drottkväde  men saknar assonans eller stavelserim.